# توي-1452 بي
توي-1452 بي هو أرضٌ هائلة مؤكدة الوجود، ويُحتمل أنه عالمٌ مائي، يدور حول قزمٍ أحمرٍ يُسمى توي-1452، ضمن النطاق الصالح للحياة، والذي يبعدُ حوالي 100 سنة ضوئية ضمن كوكبة التنين. يُعد هذا الكوكب أكبر بحوالي 70% من الأرض، أما كتلته فتبلغ تقريبًا خمسة أضعاف كتلة الأرض.

## الاكتشاف
اكتُشف هذا الكوكب الخارجي بواسطة فريقٍ دولي بقيادة جامعة مونتريال، وذلك اعتمادًا على بياناتٍ من القمر الصناعي العابر لاستطلاع الكواكب الخارجية (TESS) التابع لناسا.